# Asirski novoaramejski
Asirski novoaramejski (lishana aturaya, suret, sooreth, sureth, suryaya swadaya, asirski, novosirijski, asirijski, ajsorski; ISO 639-3: aii), jezik Ajsora, člana sjeveroistočne podskupine šire skupine istočnoaramejskih jezika. Govori ga oko 30 000 ljudi u Iraku (1994), a preko 210 000 u raznim dijelovima svijeta od ukupno 4 250 000 Ajsora (1994).
U sjevernom Iraku govori se u Bagdadu, Basri, Karkuku i Arbilu. Ostali su u Armeniji, Australiji, Austriji, Azerbajdžanu, Belgiji, Brazilu, Kanadi, Cipru, Francuskoj, Gruziji, Njemačkoj, Grčkoj, Iranu, Italiji, Libanonu, Nizozemskoj, Novom Zelandu, Rusiji (europskoj), Švedskoj, Švicarskoj, Siriji, Turskoj (aazijskoj), UK-u i SAD-u.
Postoji nekoliko dijalekata i brojna podnarječja.

## Vanjske poveznice
- Ethnologue (14th)
- Ethnologue (15th)